# 坎楚羅韋
47°28′8″N 30°4′22″E / 47.46889°N 30.07278°E
坎楚羅韋（烏克蘭語：Канцурове）是位於烏克蘭西南部的村莊，由敖德萨州波季利斯克区的多林斯凱市鎮負責管轄。該村始建於1924年，面積0.22平方公里，2001年人口45，人口密度每平方公里204.55人。